# Karintiai-tóvidék
Karintiában található számos tó mára mint a gyűjtőfogalom szerepel Karintiai-tóvidék néven, és nagyon különböző tavakat takar; így hegyi tavakat, mint a Weissen-tó, tőzeg tavakat, mint Pressegg-tó, melynek mészkő alapkőzete van a föld alatt. Kivételt képeznek egyrészt a kavicsos tavak, mint a Silber-tó, másrészt a mesterségesen létrehozott Forst-tó.

## Leírásuk

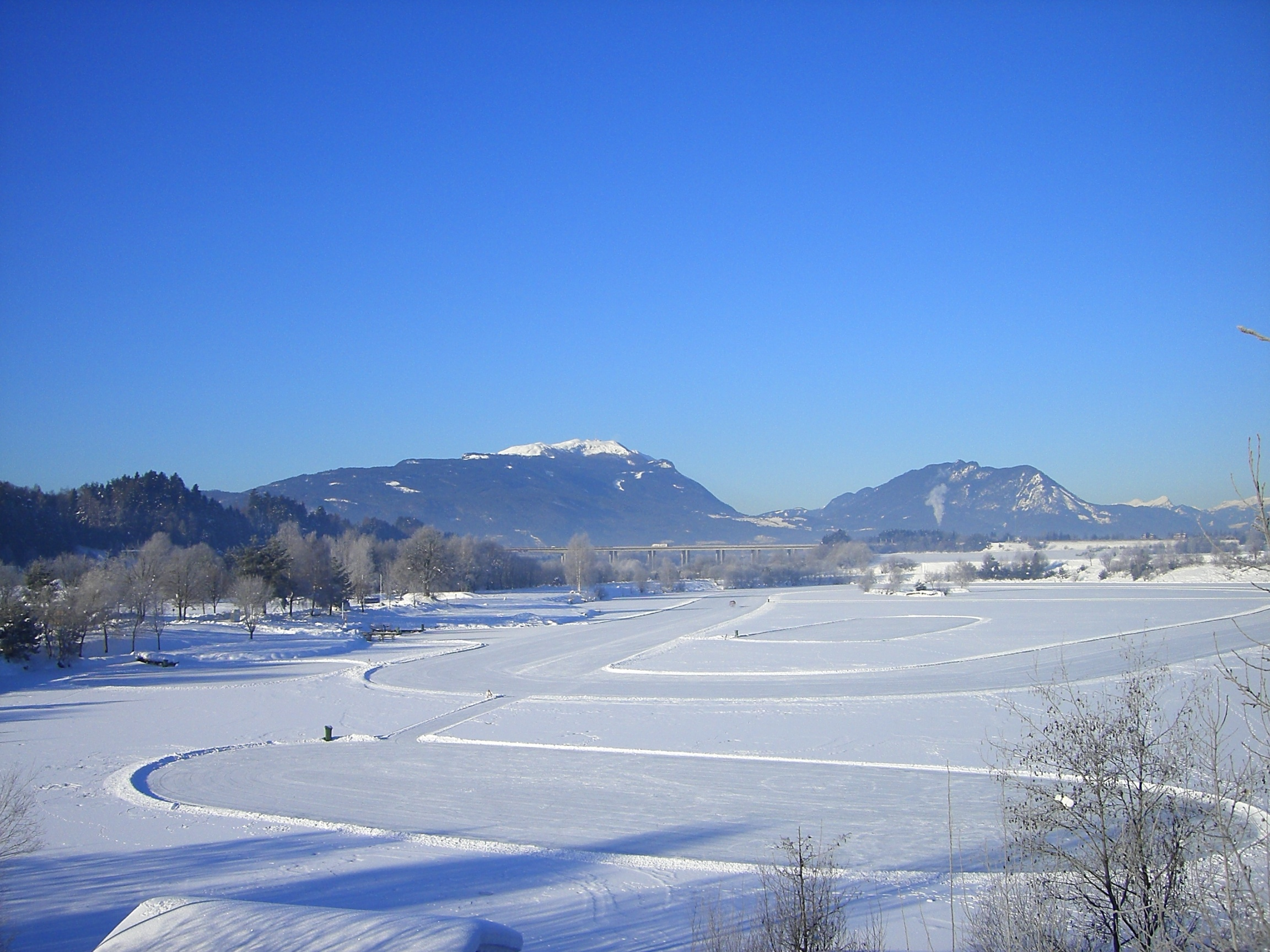
A Silber-tó télen

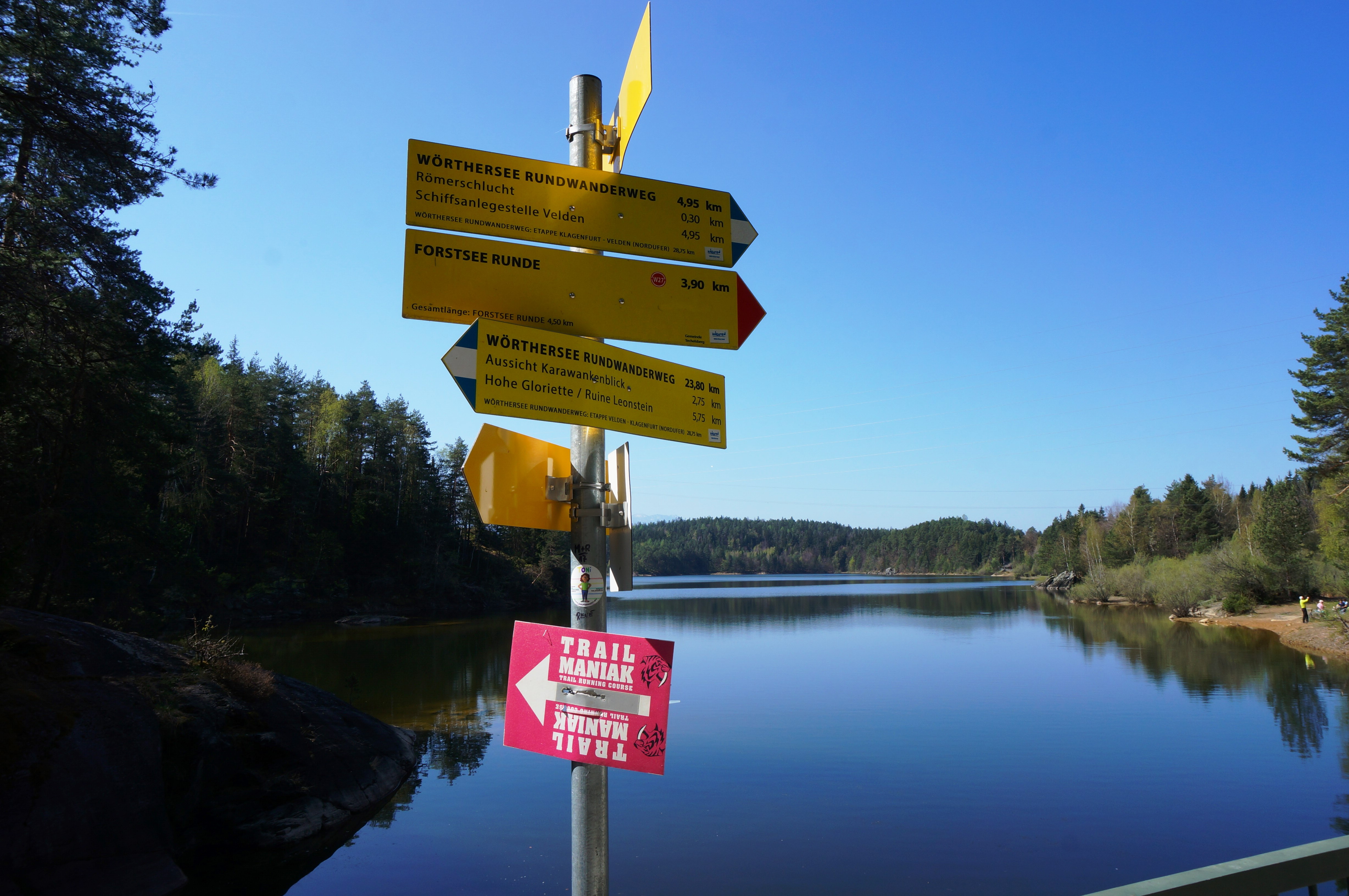
A mesterségesen létrehozott Forst-tó

A karintiai tavak  a Klagenfurti-medence ékességei. A Wörthi-tó (Wörthersee), a Faaki-tó (Faakersee), a Millstatti-tó (Millstättersee), az Ossiachi-tó (Ossiachersee) viszonylag mind melegek, fürdésre partjain való táborozásra alkalmasak.
A tóvidék teljes területe más területekhez képest nem túl nagy. Figyelemre méltó azonban a kis területen fekvő tavak sokszínűsége és változatossága. Különlegességük a nyári hónapokban a magas felületi hőmérséklet. A karintiai tavak tehát fontos tényező a turizmusban.
Karintiában 1270 állóvíz van. Ezek közül a 670 több mint 1000 m tengerszint feletti magasságban van. A tavak teljes területe mintegy 60 négyzetkilométer, ebből csak a négy legnagyobb (Wörthersee, Millstätter See, Ossiacher See, Weissensee) 50 négyzetkilométer. A Faaki-tó, a Keutschacher-tó és a Klopein-tó több mint egy négyzetkilométeres nagyságú. A legmélyebb tó a 141 méteres Millstätter See tó, amelyet az Oscheniksee követ 116 méterrel. A Millstätter See a leginkább vízben gazdag tó 1228 millió köbméterrel, melyet a Wörthersee követ 840 millió köbméterrel.
A nagy karintiai tavak (mint Wörthersee, Millstätter, Ossiacher See) többnyire az utolsó jégkorszak végén a gleccserek visszavonulását követő időkből származnak.
A legtöbb tó általában június közepéig 20 °C-os hőmérsékletet ér el, amely hőmérsékletet aztán gyakran szeptemberig is fenntartják. A felmelegedés csúcspontja július második felére esik. 
Mivel a szél ereje nem elegendő a tóvíz keveréséhez a mélyebb tavakban, csak a legfelső réteg vizet keverik össze. Nyár elején rendszerint 5-8 méteres meleg vízréteg alakul ki, mely általában 22-26 °C-fok, a part közelében a 26-28 °C-os hőmérséklet sem ritka. Ez a forró vízréteg (epilimnion) választja el az alsó hideg vízréteget, ahol a hőmérséklet néhány méteren belül körülbelül 4 °C-ot esik.
Ősszel ez a rétegződés hűtéssel csökken. Ezt követően a szél visszavezetheti az egész víztestet (holomixis). Ez nem vonatkozik minden tóra. Néhányat a ritka rész-keverés vagy  meromixis jellemez.

## Karintia tavai
- Wörthersee (Wörthi-tó)
- Faakersee (Faaki-tó)
- Millstattsee (Millstatti-tó)
- Ossiachersee  (Ossiachi-tó)

## Galéria

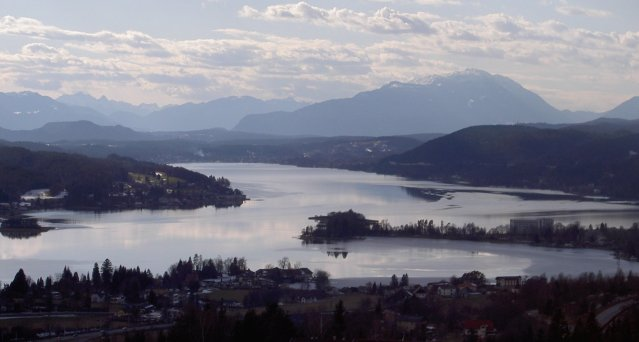
Wörthi-tó
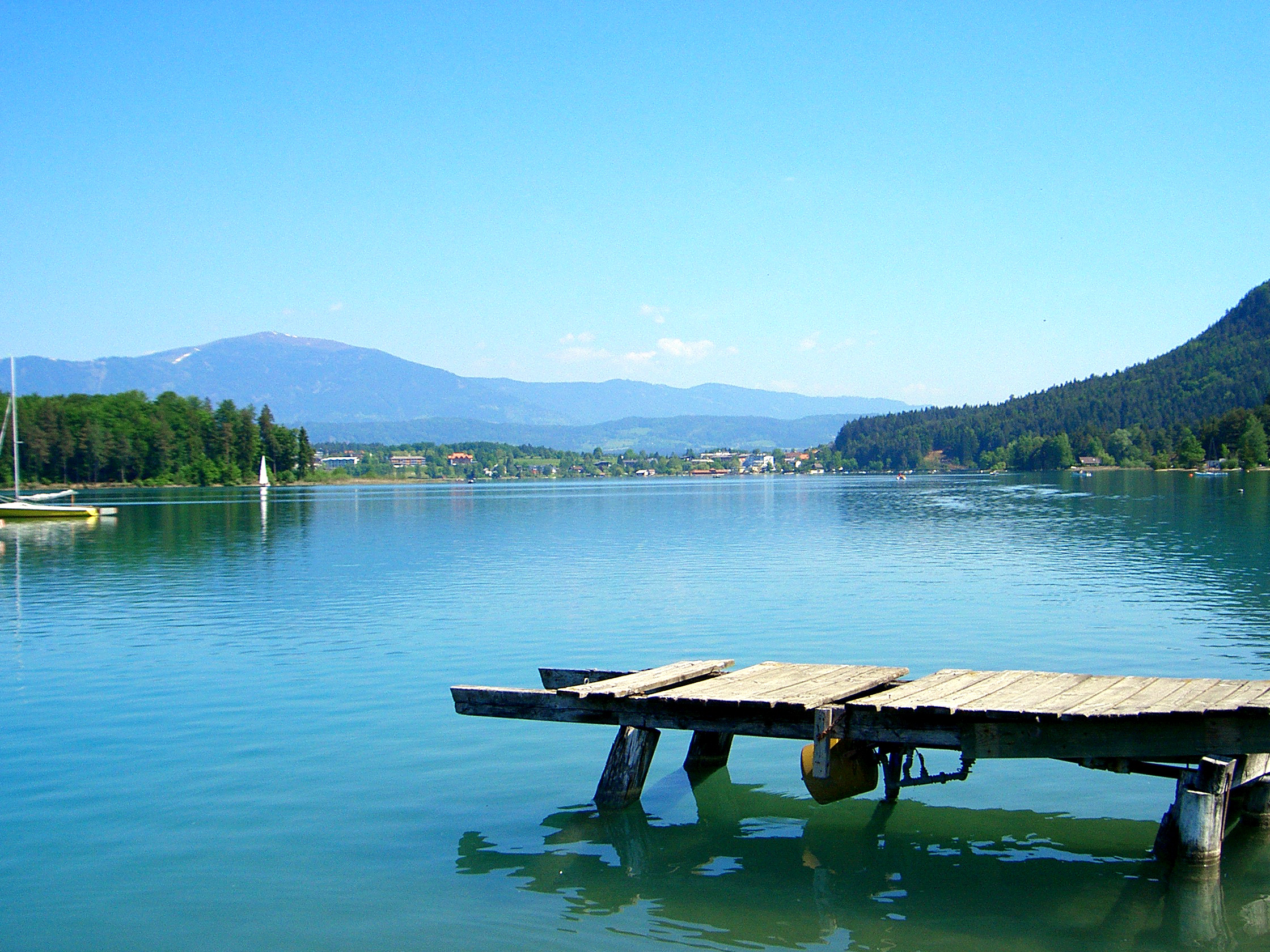
Falki-tó
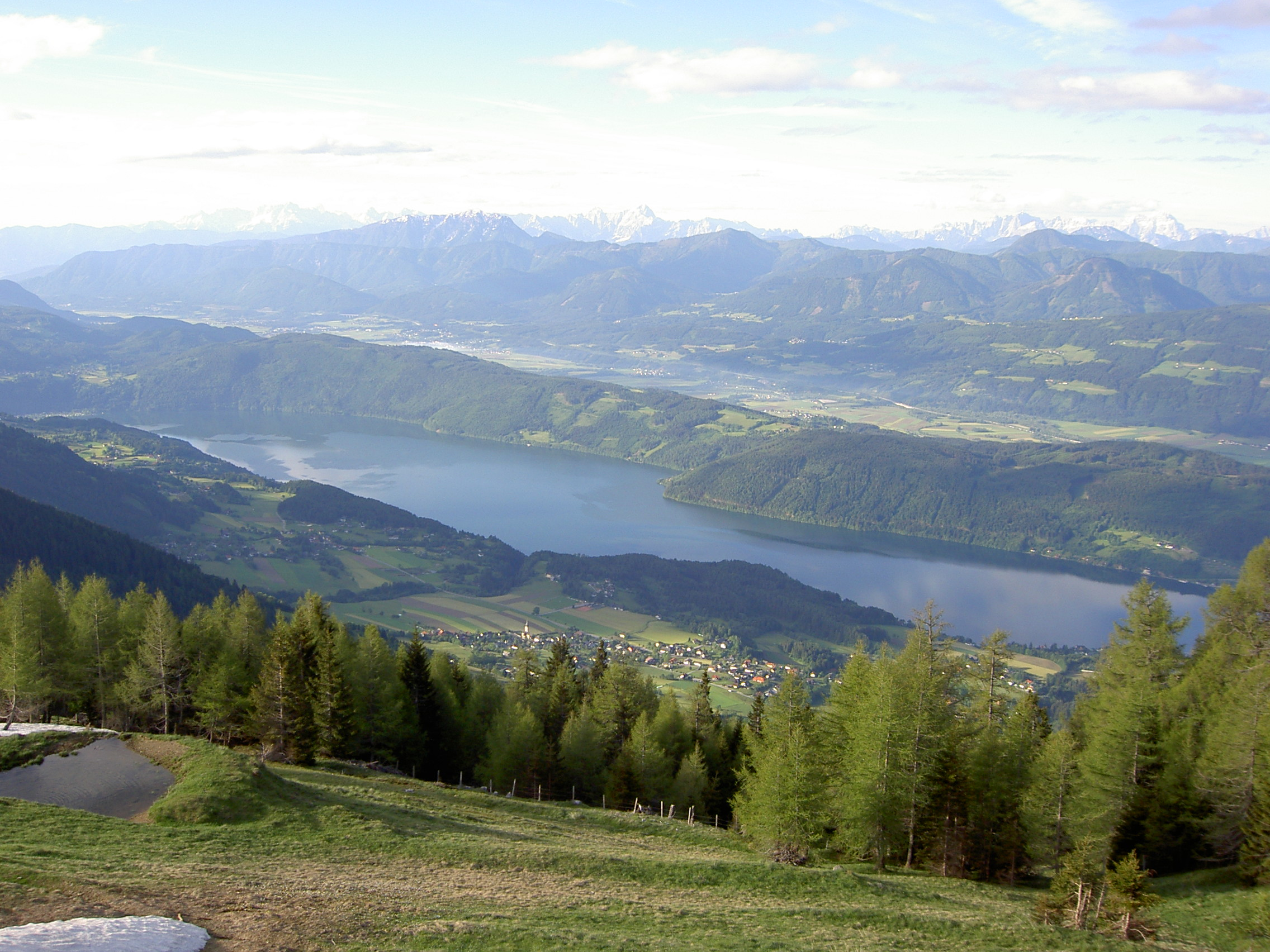
Millstatti-tó
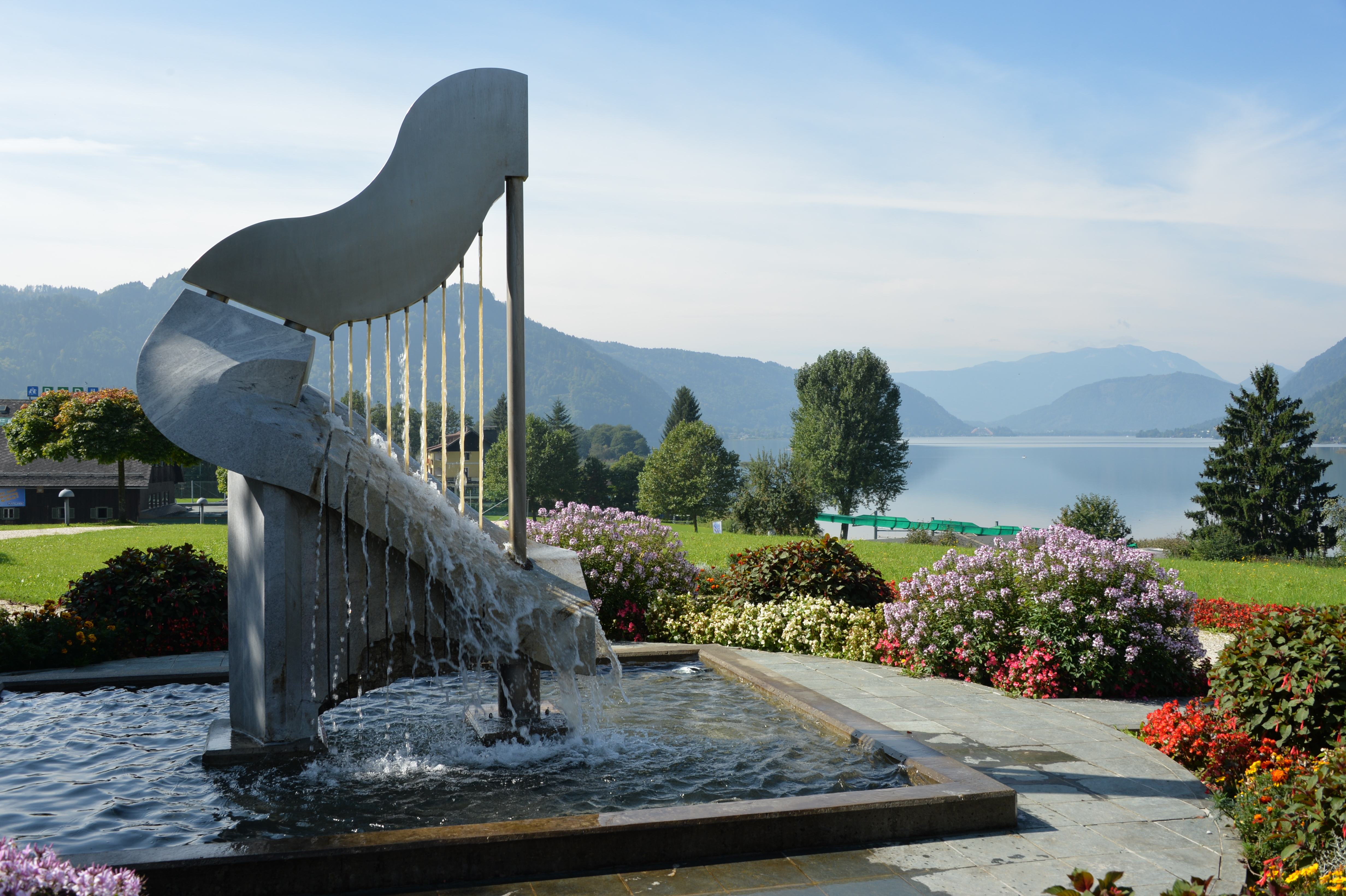
Ossiachi-tó
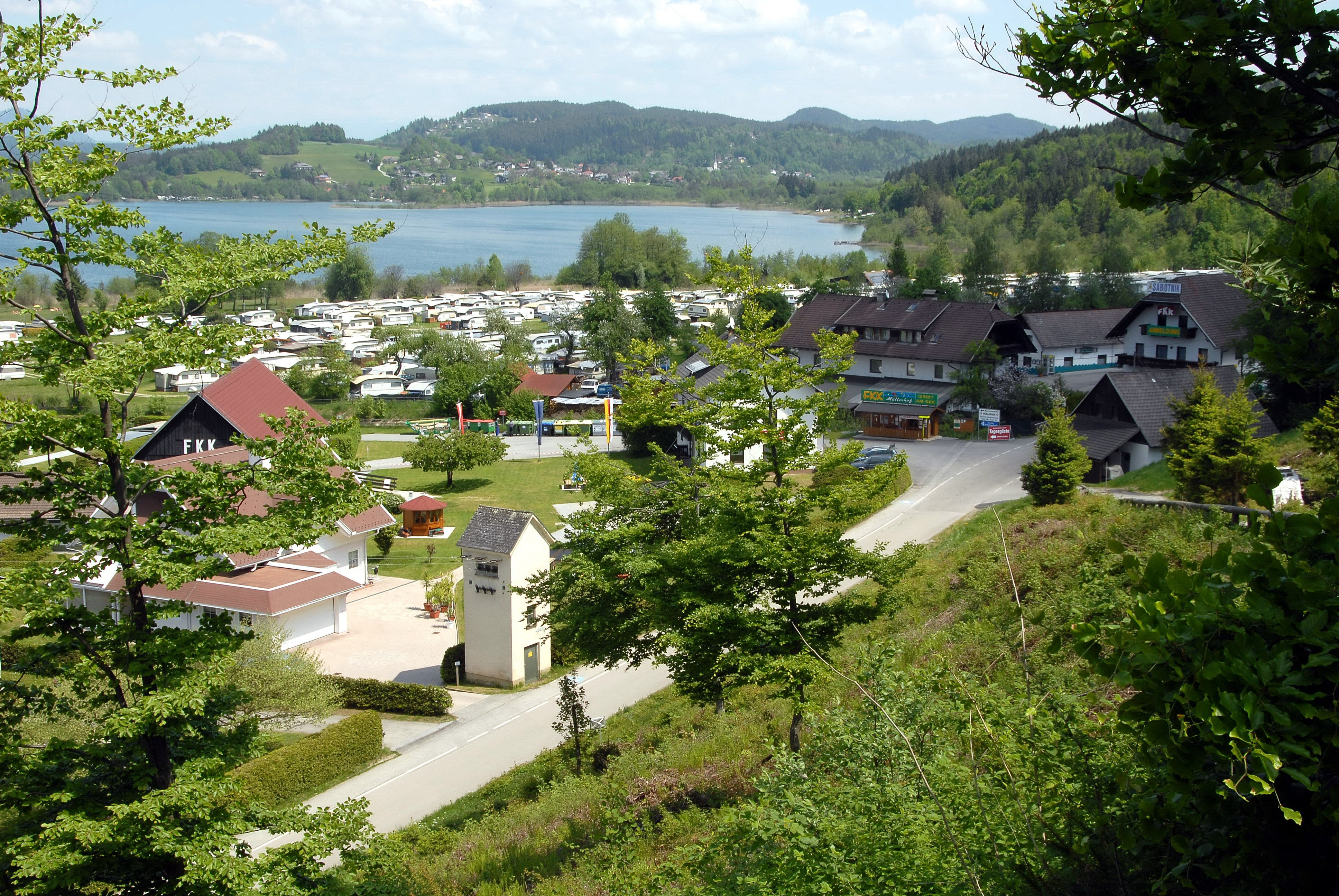
Keutschacher-tó
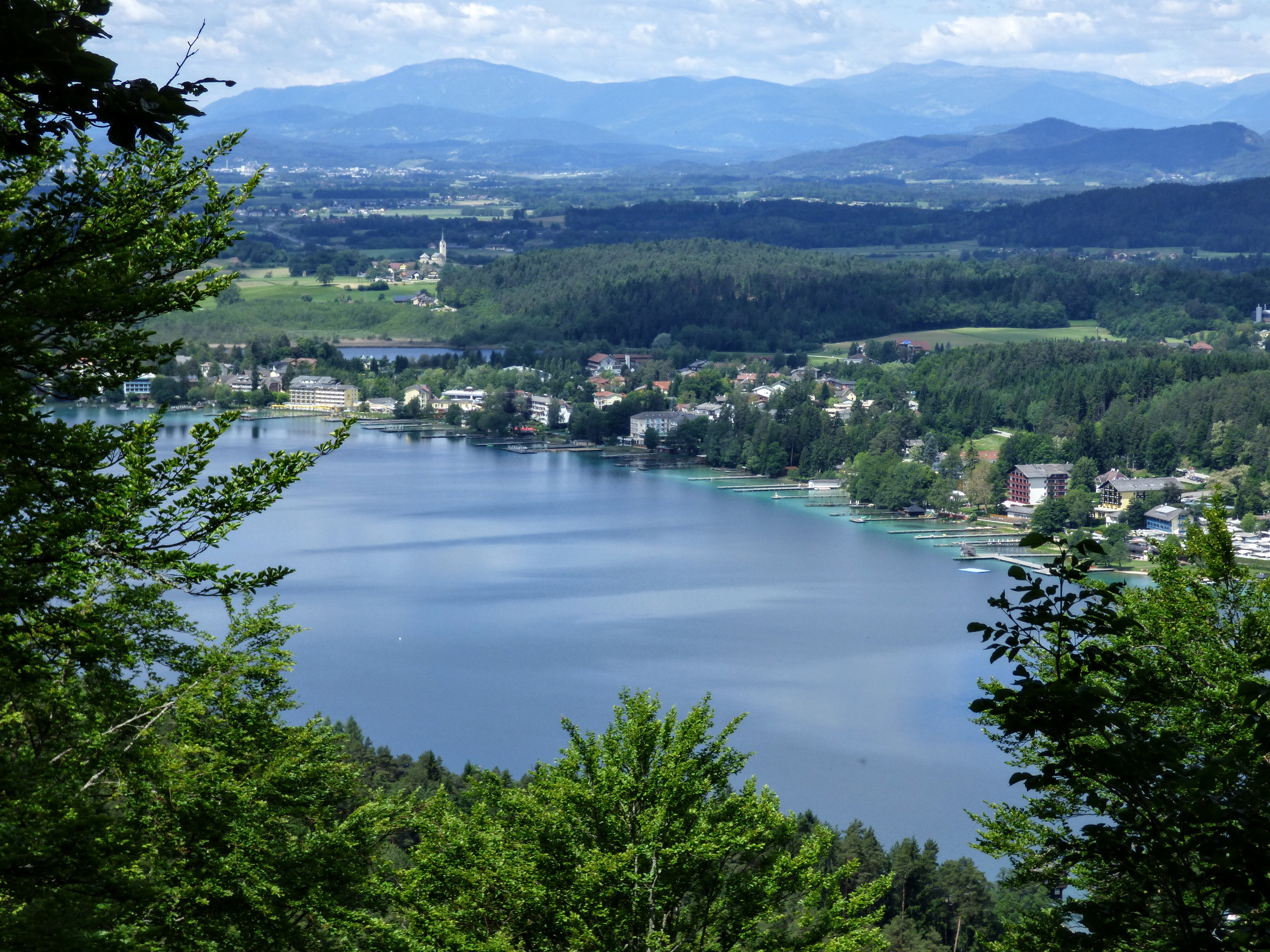
Klopein-tó
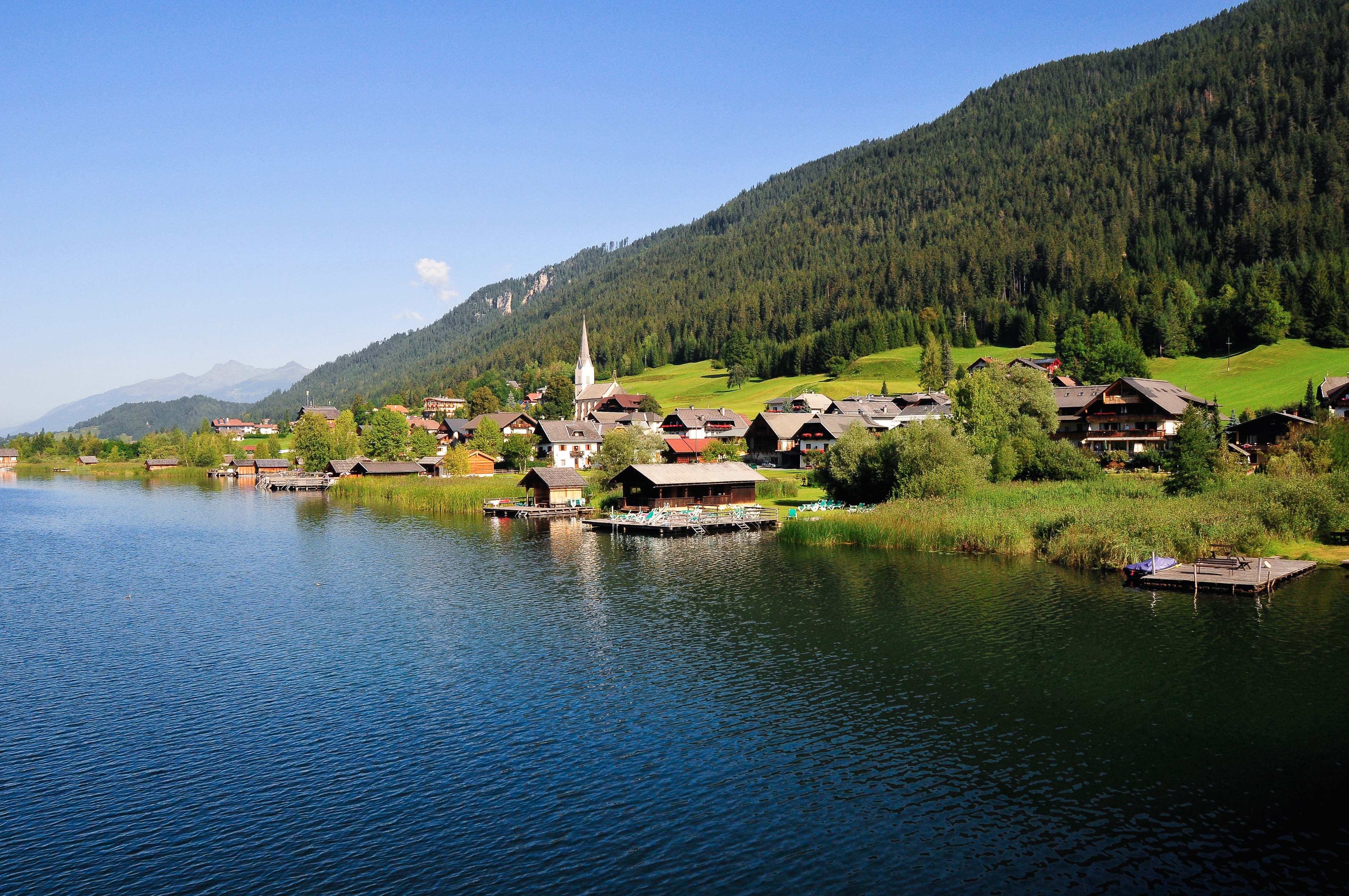
Weissen-tó
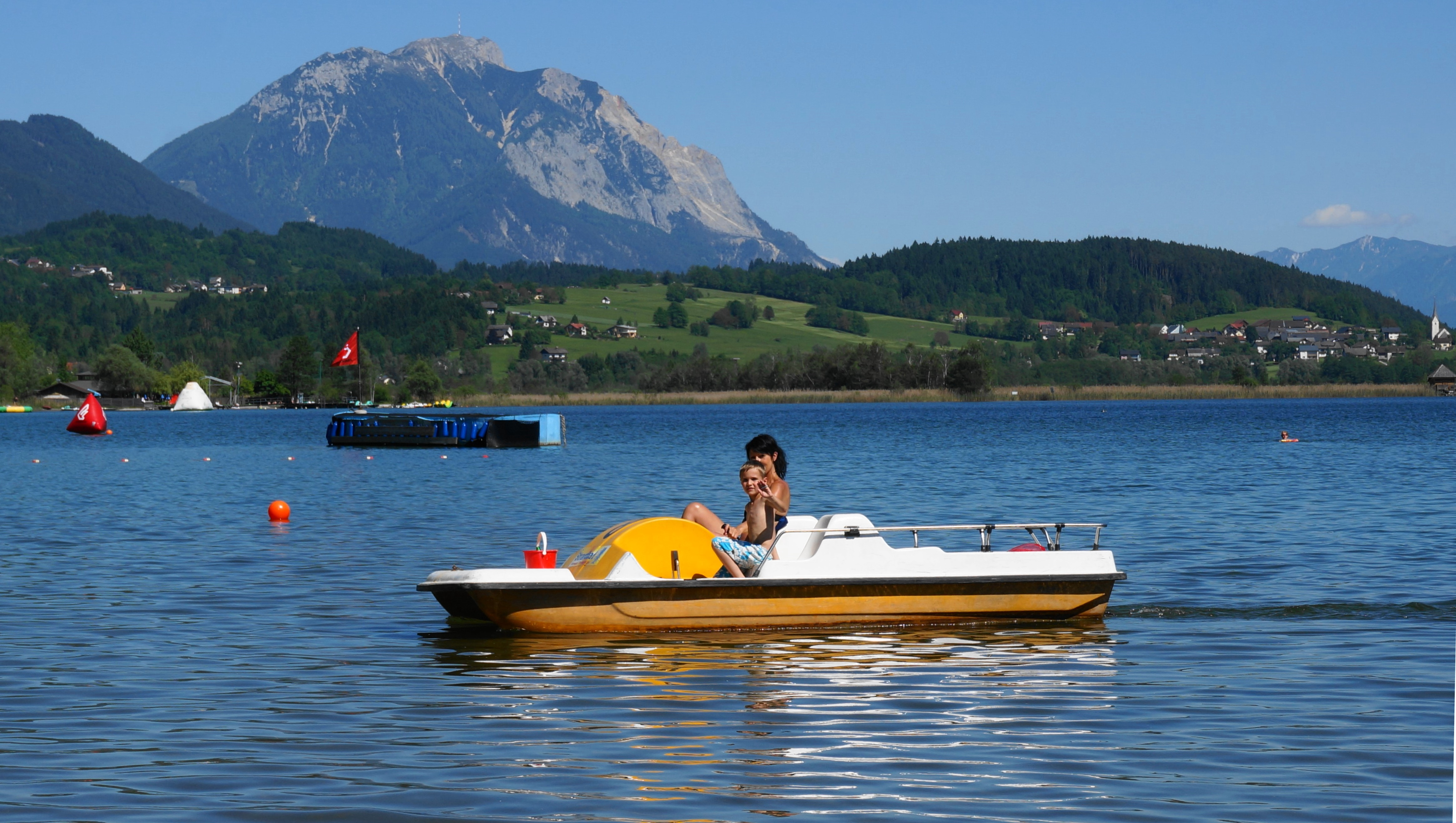
Presseg-tó